# Nansenův mezinárodní úřad pro uprchlíky
Nansenův mezinárodní úřad pro uprchlíky (Office international Nansen pour les réfugiés, zkratka NIOR) byla mezinárodní organizace Společnosti národů, která působila v oblasti pomoci uprchlíkům. V roce 1938 obdržela Nobelovu cenu za mír.
Vznikla v roce 1930 jako pokračovateka činnosti Hlavní komise Společnosti národů pro uprchlíky, kterou spoluzaložil Fridtjof Nansen roku 1921. První úspěch komise zaznamenala při repatriaci půl milionu německých a rakouských zajatců. Společnost také pomáhala uprchlíkům po Říjnové revoluci v roce 1917 v Rusku. Tito uprchlíci přicházeli bez dokladů a tudíž neměli nárok na udělení azylu. Nansen toto vyřešil vydáváním tzv. Nansenových pasů. NIOR se postarala o množství uprchlíků a zajistila jim azyl v nových zemích. Za tuto humanitární činnost získala v roce 1938 Nobelovu cenu míru, přesto o rok později ukončila svou činnost. Finanční odměnu Nansenův úřad předal nově vzniklé mezinárodní organizaci pro uprchlíky.

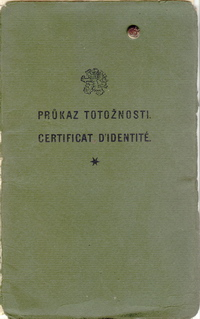
Titulní list Nansenova pasu, Pražské policejní ředitelství, 1930
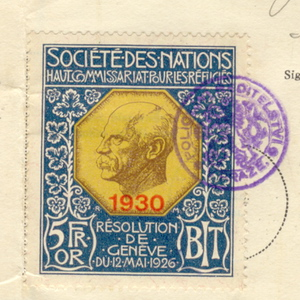
Nansenův kolek, 1930